# Груздов, Александр Владимирович
Александр Владимирович Груздов (9 января 1958 — 6 ноября 2018, Ростов-на-Дону) — советский и российский футболист, защитник и полузащитник.

## Биография
Воспитанник азовской СДЮШОР № 3 и ростовского спортинтерната.
В 1976 году начал выступать в составе «Ростсельмаша» во второй лиге. Провёл в команде 11 сезонов, за это время сыграл в первенствах страны 251 матч и забил 21 гол. В 1985 году стал победителем зонального турнира второй лиги, до того несколько раз был призёром зональных турниров. Был капитаном команды. В 1980 году также был в заявке ростовского СКА, но ни одного матча не сыграл.
В 1987 году выступал за «Атоммаш». С 1988 года в течение шести лет играл за таганрогское «Торпедо», в его составе провёл в первенствах СССР и России 215 матчей. В 1990 году стал победителем зонального турнира второй низшей лиги. В последние годы карьеры играл в третьей лиге за ростовский «Источник», а после окончания карьеры в течение сезона работал в тренерском штабе клуба.
Всего за карьеру сыграл в первенствах СССР и России среди профессионалов (мастеров) 540 матчей, из них 74 — в первой лиге и более 370 — во второй. В 1986 году вместе с «Ростсельмашем» дошёл до стадии 1/16 финала Кубка СССР, где команда уступила тбилисскому «Динамо», а в 1992 году в составе таганрогского «Торпедо» принял участие в выездном победном матче Кубка России против игравшей тогда в высшей лиге «Кубани».

## Достижения
- Победитель второй лиги СССР: 1985 (3-я зона)
- Победитель второй низшей лиги СССР: 1990 (4-я зона)